# 我们的法兰西岁月
《我们的法兰西岁月》，2012年6月26日中国中央电视台综合频道播出的历史剧，讲述了1920年开始，周恩来、邓小平、陈毅、聂荣臻、李富春、李维汉、李立三、蔡畅、萧三、蔡和森、王若飞、向警予等青年学子远赴法国留学的故事。

## 剧情
1912年，中华民国建立，开启了中国历史的新纪元，此时，五四运动爆发，青年学子目睹帝国主义在中华大地肆意侵略，饱览兴亡，决计寻求救国救民，李石曾、吴玉章、吴稚晖、张继等在北京发起组织“留法俭学会”，中华民国教育总长蔡元培先生对此极力赞成，后来袁世凯篡夺民国政权，极力配合帝国主义开始压制国内的留学活动，蔡元培亲自远赴法国，支持留法学生的学习，周恩来、邓小平、陈毅、聂荣臻、李富春、李维汉、李立三、蔡畅、傅钟、何长工、萧三、赵世炎、蔡和森、王若飞、陈延年、陈乔年、向警予等人正是此时借此机会得到了在法国学习的机会，他们在法国见到了欧洲工业革命和第二次工业革命的成就，看到了世界格局和形式的变化，认识到只有科学和民主才能救中国，为他们以后的革命事业指明了方向。

## 演员
| 演员   | 角色   | 备注                                                                                       |
| 朱亚文 | 周恩来 | 化名伍豪，中国共产党欧洲小组早期成员。                                                     |
| 钟秋   | 邓小平 | 化名邓希贤，中国共青团旅欧支部后期领导人之一。                                             |
| 张念骅 | 蔡和森 | 蒙达尼派领导人。                                                                           |
| 吕夏   | 向警予 | 早期留学学生之一。                                                                         |
| 王放   | 聂荣臻 | 早期留学学生之一。                                                                         |
| 李咨墨 | 李立三 | 早期留学学生之一。                                                                         |
| 刘智扬 | 李富春 | 早期留学学生之一。                                                                         |
| 尹君正 | 陈毅   | 早期留学学生之一。                                                                         |
| 吴晓丹 | 蔡畅   | 早期留学学生之一。                                                                         |
| 尹航   | 张若名 | 早期留学学生之一。                                                                         |
| 黄超   | 王若飞 | 早期留学学生之一。                                                                         |
| 田小洁 | 蔡元培 | 中华民国教育总长。                                                                         |
| 方义安 | 邓颖超 | 早期留学学生之一。                                                                         |
| 李艺科 | 李火镰 | 早期留学学生之一。                                                                         |
| 缪俊杰 | 陈公培 | 巴黎共产主义小组成员之一。                                                                 |
| 李泓良 | 赵世炎 | 化名赵琴荪，中国共产党欧洲小组成员。                                                       |
| 袁文康 | 宗旭之 | 原型为曾琦，化名曾慕韩，少年中国会和中国青年党发起人之一，后来思想日趋保守，成为反共先锋。 |
| 朱琛   | 王俊   | 中共早期党员。                                                                             |
| 邓莎   | 罗雅屏 | 早期留学女学生之一。                                                                       |
| 吴迪   | 何长工 | 化名何坤，旅欧中国少年共产党成员。                                                         |
| 唐以诺 | 邓绍圣 | 邓小平的堂叔，共青团旅欧支部成员。                                                         |
| 代旭   | 陈乔年 | 陈独秀的第二个儿子，旅欧中国少年共产党发起人之一。                                         |
| 张风   | 陈延年 | 陈独秀的大儿子，旅欧中国少年共产党发起人之一。                                             |
| 张国强 | 张申府 | 张岱年的哥哥，中国共产党三个创始人之一。                                                   |
| 尹铸胜 | 李大钊 |                                                                                            |
| 周野芒 | 陈独秀 |                                                                                            |
| 倪大红 | 吳稚暉 |                                                                                            |

## 制作
因该片涉及到中国共产党领导人的形象问题，审核颇为艰辛，经过中央文献研究室、共青团中央、江苏省委宣传部、剧中中国共产党成员家属后人的层层审核才予以通过。
剧中，周恩来被誉为“最具绅士气质”，邓小平被誉为“最热血的少年”，赵世炎被誉为“最具抱负情怀”，蔡和森被誉为“最刚烈的革命先驱”。
该剧最初为40集，后删节大量内容到33集，后又删除部分内容到31集。
邓小平的小女儿邓榕说，“1993年1月3日，父亲邓小平在浙江杭州给他的几位孙辈写了一封信。信中道，‘对中国的责任，我已经交卷了，就看你们的了。我16岁时还没有你们的文化水平，没有你们那么多的现代知识，是靠自己学，在实际工作中学，自己锻炼出来的。十六七岁在法国一呆就是五年，那时连话都不懂，还不是靠锻炼。你们要学点本事为国家做贡献。大本事没有，小本事、中本事总要靠自己去锻炼。’”这封信的话正是该片的教育意义。
为拍摄此片，摄制组远赴法国拍摄了一个月。
该剧的原则是“大事不虚，小事不拘”，大部分真实，合理想象。
该剧是中国共产党第十八次全国代表大会的献礼剧。

## 播出
2012年11月1日起在央视八套开始二轮播出。各省卫视和上星卫视也陆续有多轮重播。

## 奖项
- 第29届中国电视剧飞天奖长篇电视剧一等奖[6]。
- 第27届中国电视金鹰奖优秀电视剧

## 节目变迁
| 中国 中央电视台综合频道 黃金劇場 每日20:00－22:00二集连播 | 中国 中央电视台综合频道 黃金劇場 每日20:00－22:00二集连播 | 中国 中央电视台综合频道 黃金劇場 每日20:00－22:00二集连播 |
| --------------------------------------------------------- | --------------------------------------------------------- | --------------------------------------------------------- |
|                                                           | 我们的法兰西岁月 (2012.6.26 - 2012.7.14)                  |                                                           |
| 知青 (2012.5.29 - 2012.6.24)                              | 先遣连 (2012.7.14 - 2012.7.26)                            |                                                           |